# Spetsflöjt
Spetsflöjt (tyska: Spitzflöte, franska: Flûte à fuseau) är en orgelstämma inom koniska stämmor och är vanligen 16´, 8´, 4´, 2´ eller 1´. Den tillhör kategorin labialstämmor. Stämman kan vara byggd på olika sätt.